# Hermann Diandaga
Hermann Diandaga Malonga, né le 8 janvier 2008 à Étampes (Essonne), est un footballeur franco-congolais qui évolue au poste de défenseur dans les catégories jeunes du Paris Saint-Germain.

## Biographie

### En sélections nationales
Diandaga est appelé avec l'équipe de France des moins de 16 ans dès 2023.
En 2024, il intègre l'équipe de France U17. Il participe aux qualifications puis à la phase finale du Championnat d'Europe des moins de 17 ans 2025 en Albanie.

## Palmarès

### En sélection
France -17 ans
- Championnat d'Europe
  -  Finaliste en 2025.